# ألونسوة شاحبة
ألونسوة شاحبة (الاسم العلمي: Alonsoa pallida) هي نوع من القوارض تتبع جنس الألونسوة من الفصيلة الغدبية.